# Halton (circonscription fédérale)
Pour les articles homonymes, voir Halton.
Circonscription électorale fédérale du Canada
Halton est une ancienne circonscription électorale fédérale et provinciale en Ontario (Canada).
La circonscription située à l'ouest de Toronto et au nord de Hamilton consistait de la ville de Milton et des parties nord de Burlington et d'Oakville. 
Les circonscriptions limitrophes étaient Ancaster—Dundas—Flamborough—Westdale, Wellington—Halton Hills, Mississauga—Streetsville, Mississauga—Erindale, Oakville et Burlington.

## Résultats électoraux
|       | Candidat            | Parti        | # de voix | % des voix |
|       | (x) Lisa Raitt      | Conservateur | +44 214,  | 54,52 %    |
|       | Connie Laurin-Bowie | Libéral      | +20 903,  | 25,77 %    |
|       | Pat Heroux          | NPD          | +12 960,  | 15,98 %    |
|       | Judi Remigio        | Vert         | +02 778,  | 3,43 %     |
|       | Tony Rodrigues      | Héritage     | +00249,   | 0,31 %     |
| Total | Total               | Total        | 81 104    | 100 %      |

|       | Candidat         | Parti        | # de voix | % des voix |
|       | Lisa Raitt       | Conservateur | +32 916,  | 47,44 %    |
|       | (x) Garth Turner | Libéral      | +25 136,  | 36,23 %    |
|       | Rob Wagner       | NPD          | +06 118,  | 8,82 %     |
|       | Amy Collard      | Vert         | +04 872,  | 7,02 %     |
|       | Tony Rodrigues   | Héritage     | +00337,   | 0,49 %     |
| Total | Total            | Total        | 69 379    | 100 %      |

## Historique
C'est l'Acte de l'Amérique du Nord britannique de 1867 qui créa la circonscription d'Halton. Abolie en 1987, elle fut redistribuée dans Halton—Peel et Oakville—Milton. La circonscription réapparut en 1996 avec des parties de Burlington, Halton—Peel, Oakville et Oakville—Milton. Abolie lors du redécoupage de 2012, la circonscription fut redistribuée parmi Milton, Oakville-Nord—Burlington, Burlington, Mississauga—Streetsville et Mississauga—Erin Mills
| Législature | Années    | Député                    | Député                | Parti                     |
| --- | --------- | ------------------------- | --------------------- | ------------------------- |
| Halton |           |                           |                       |                           |
| 1e | 1867–1872 |                           | John White            | Libéral                   |
| 2e | 1872–1874 |                           | John White            | Libéral                   |
| 3e | 1874–1875 |                           | Daniel Black Chisholm | Libéral-conservateur      |
| 3e | 1875–1878 |                           | William McCraney      | Libéral                   |
| 4e | 1878–1882 |                           | Daniel Black Chisholm | Libéral-conservateur      |
| 5e | 1882–1887 |                           | William McCraney (2)  | Libéral                   |
| 6e | 1887–1888 | John Waldie               |                       | Libéral                   |
| 6e | 1888–1888 |                           | David Henderson       | Conservateur              |
| 6e | 1888–1891 |                           | John Waldie (2)       | Libéral                   |
| 7e | 1891–1896 |                           | David Henderson (2)   | Conservateur              |
| 8e | 1896–1900 |                           | David Henderson (2)   | Conservateur              |
| 9e | 1900–1904 |                           | David Henderson (2)   | Conservateur              |
| 10e | 1904–1908 |                           | David Henderson (2)   | Conservateur              |
| 11e | 1908–1911 |                           | David Henderson (2)   | Conservateur              |
| 12e | 1911–1917 |                           | David Henderson (2)   | Conservateur              |
| 13e | 1917–1921 | Robert King Anderson      |                       | Conservateur              |
| 14e | 1921–1925 | Robert King Anderson      |                       | Conservateur              |
| 15e | 1925–1926 | Robert King Anderson      |                       | Conservateur              |
| 16e | 1926–1930 | Robert King Anderson      |                       | Conservateur              |
| 17e | 1930–1935 | Robert King Anderson      |                       | Conservateur              |
| 18e | 1935–1940 |                           | Hughes Cleaver        | Libéral                   |
| 19e | 1940–1945 |                           | Hughes Cleaver        | Libéral                   |
| 20e | 1945–1949 |                           | Hughes Cleaver        | Libéral                   |
| 21e | 1949–1953 |                           | Hughes Cleaver        | Libéral                   |
| 22e | 1953–1957 |                           | Sybil Bennett         | Progressiste-conservateur |
| 23e | 1957–1958 | Charles Alexander Best    |                       | Progressiste-conservateur |
| 24e | 1958–1962 | Charles Alexander Best    |                       | Progressiste-conservateur |
| 25e | 1962–1963 |                           | Harry Harley          | Libéral                   |
| 26e | 1963–1965 |                           | Harry Harley          | Libéral                   |
| 27e | 1965–1968 |                           | Harry Harley          | Libéral                   |
| 28e | 1968–1972 | Rutherford Lester Whiting |                       | Libéral                   |
| 29e | 1972–1974 |                           | Terry O'Connor        | Progressiste-conservateur |
| 30e | 1974–1979 |                           | Frank Philbrook       | Libéral                   |
| 31e | 1974–1980 |                           | Otto Jelinek          | Progressiste-conservateur |
| 32e | 1980–1984 |                           | Otto Jelinek          | Progressiste-conservateur |
| 33e | 1984–1988 |                           | Otto Jelinek          | Progressiste-conservateur |
| Redistribuée parmi Halton—Peel et Oakville—Milton                                                                   |           |                           |                       |                           |
| Issue de Halton—Peel, Oakville—Milton, Oakville et Burlington                                                       |           |                           |                       |                           |
| 36e | 1997–2000 |                           | Julian Reed           | Libéral                   |
| 37e | 2000–2004 |                           | Julian Reed           | Libéral                   |
| 38e | 2004–2006 | Gary Carr                 |                       | Libéral                   |
| 39e | 2006–2006 |                           | Garth Turner          | Conservateur              |
| 39e | 2006–2007 |                           | Garth Turner          | Indépendant               |
| 39e | 2007–2008 |                           | Garth Turner          | Libéral                   |
| 40e | 2008–2011 |                           | Lisa Raitt            | Conservateur              |
| 41e | 2011–2015 |                           | Lisa Raitt            | Conservateur              |
| Redistribuée parmi Milton, Oakville-Nord—Burlington, Burlington, Mississauga—Streetsville et Mississauga—Erin Mills |           |                           |                       |                           |

1. ↑  Élections Canada.